# Bartosz Brenes
Bartosz Brenes (San José, 25 de julio de 1989) es un DJ y productor musical costarricense-polaco que mezcla ritmos latinoamericanos con sonidos electrónicos.

## Biografía
Hijo de una madre polaca y un padre costarricense, Bartosz creció en un hogar caracterizado por la fusión de culturas y un estilo de vida nómada. Esa capacidad de ver los puntos en común y de mezclar ideas con fluidez es la que caracteriza su trabajo como productor y DJ desde el 2005, y la que lo ha llevado a ser uno de los productores musicales más destacables de Centroamérica. Su primer contacto con la música electrónica ocurrió en Bélgica, donde residió por ocho años y donde aprendió a producir la música que le obsesionaba. En Europa, produjo sencillos y remixes que sumaron millones de reproducciones y encabezaron las listas de ventas digitales y radios.
Bajo sus múltiples alias, publicó con sellos discográficos como Spinnin' Records, Armada Music -sello de holandés Armin Van Buuren-, Yellow Productions –sello de francés Bob Sinclar– y Dim Mak –sello del estadounidense Steve Aoki–, además de recibir el reconocimiento de artistas como Knife Party y Tiësto, quien lo llamó una “estrella en ascenso”. Su consistencia como productor musical lo ha llevado a mezclar en escenarios de tres continentes y producir remixes oficiales para Janelle Monáe feat. Erykah Badu, A-Trak feat. Dillon Francis y Boy George.
En el 2012, Bartosz regresa a Costa Rica para enfocarse en construir una audiencia en Latinoamérica. Con su proyecto BETABOM, realizó colaboraciones con el rapero Huba Watson y la banda Cocofunka, en las que experimentó con estilos musicales como el reggae y el funk.
En el 2013, organiza su primera gira internacional con múltiples presentaciones realizadas en Costa Rica, Nicaragua, Suecia, Estados Unidos y Corea del Sur.
En el 2014, gira nuevamente por Costa Rica, Nicaragua y por primera vez en Colombia y Honduras, en donde se presenta junto a artistas internacionales como Sebastian Ingrosso, Cedric Gervais y DVBBS.
En el 2015, Bartosz se presenta en Empire Music Festival (Guatemala) y Envision Festival (Costa Rica), junto con renombrados artistas como Calvin Harris, Tiësto y J Balvin.
En el 2016, decide consolidar sus diversos proyectos y géneros bajo un solo nombre: Barzo. En esta faceta, el productor fusiona ritmos tropicales afrolatinos e instrumentos folclóricos del mundo con sonoridades electrónicas para transformarla en una mezcla colorida de estilos.  A este concepto musical le ha llamado "Barztep". Ese año, publica su EP debut "Albor", resaltado en varios medios nacionales e internacionales. Posteriormente, lanza el EP "Brío", en continuación a su primer publicación. Además, se presenta en el festival The Day After (Panamá) junto a Skrillex, Diplo y Zedd; y nuevamente en el Empire Music Festival (Guatemala), esta vez en compañía de los artistas Incubus, Café Tacvba y Molotov. Durante sus presentaciones, Barzo interpreta su amplio catálogo discográfico combinando sintetizadores digitales con músicos en vivo.
En el 2017, Barzo compone junto con la cantautora costarricense Debi Nova el sencillo "Gran Ciudad", que fue nominado al Grammy Latino. Adicionalmente, se presenta en el Festival Internacional de las Artes (Costa Rica) y es seleccionado por Justin Bieber como artista telonero para el concierto de su gira “Purpose” en el Estadio Nacional de Costa Rica. Ese mismo año, decide poner en práctica toda su experiencia adquirida en la gestión de derechos en la industria musical para fundar el sello discográfico independiente Lácteo Cósmico y publica el primer material discográfico producido por su disquera, el destacado álbum "VIA" de Nakury, rapera costarricense y cofundadora de sello.
En el 2018, colabora nuevamente con Debi Nova en el sencillo y videoclip "Paradise", con el cual logran ingresar en las listas de popularidad de varias radioemisoras importantes del país. También es nominado por la Asociación de Compositores y Autores Musicales de Costa Rica en la categoría "Mejor Composición Electrónica". En el 2019, publica el sencillo "Rize Again" (en colaboración con Gary Nesta Pine, legendario artista jamaiquino y exvocalista de The Wailers), y el LP "100% Barztep", siguiendo la línea de sus dos primeros lanzamientos. Estos lanzamientos lo llevan a promocionar su música en diversas presentaciones por Centroamérica, Estados Unidos y Europa. Ese mismo año, publica 
En el 2020, Barzo lanza los sencillos “Electrified” (junto a la agrupación musical Un Rojo Reggae Band) y “All About My People” (en colaboración con La Dame Blame Blanche y El Individuo). También compone y co-produce los sencillos “La Maltratada” y “La Desconfiada” de La Dame Blanche, editados por el sello discográfico estadounidense Nacional Records. Poco después, publica vía Lácteo Cósmico su segundo álbum de larga duración "O", en colaboración con la artista costarricense Nakury. Además, se presenta en las muestras artísticas de las ferias Circulart (Colombia) y Corriente (Perú). Posteriormente, Barzo recibe el apoyo del Ministerio de Cultura y Juventud de Costa Rica mediante el fondo concursable extraordinario “Becas Creativas” para producir el proyecto de investigación musical “Ritmos Mestizos”, en el que explora los diversos ritmos y géneros de la identidad costarricense.
En el 2021, Barzo colabora con la cantautora mexicana Pahua para su sencillo “Bahía”, incluido en la programación de estaciones de radio populares como Reactor (México), KEXP (Estados Unidos) y Kosmos (Grecia). Unos meses después, emprende en el lo-fi latino con la publicación del sencillo “Cholomuco” y colabora nuevamente con Pahua en “El Traketeo”, sencillo de cumbia publicado por Nacional Records. En los últimos meses del año, compone y produce la canción “Perfume de Tu Jardín” de Pahua y realiza una gira por Perú con el apoyo del programa de cooperación internacional Ibermúsicas, presentándose en los eventos Veltrac Music Festival y Lima Indie Festival.
En el 2022, Barzo realiza una nueva gira con presentaciones en Costa Rica, Inglaterra, Polonia, Austria, Bélgica, Holanda, España, Alemania, Suiza y Perú. Además, viaja a Medellín para participar nuevamente en Circulart (Colombia) y publica el sencillo “Sale lindo” en colaboración con la cantautora argentina Claridad (cofundadora del trío musical Fémina).
En el 2023, Barzo se presenta en los festivales Querétaro Experimental (México), Envision (Costa Rica) y Rock Fest (Costa Rica). Además, compone y produce el álbum “Habita” de Pahua (Nacional Records). Ese mismo año, su canción “Sigo Tus Pasos” (con Pahua) es incluída en el videojuego EA Sports FC 24.

## Discografía

### Como Barzo
- 2024: "Momento" (con Rulo)[45]
- 2024: "Fajnie" (con Soy Emilia)[46]
- 2023: "Signo de Fuego" (con Guadalupe Urbina)[47]
- 2023: "Sigo Tus Pasos" (con Pahua)[48]
- 2023: "Langi" (con Sandra Nankoma)[49]
- 2022: "Sale lindo" (con Claridad)[50]
- 2021: "El Traketeo" (con Pahua)[43]
- 2021: "Cholomuco" [42]
- 2021: "Bahía" (con Pahua)[41]
- 2020: "O" (con Nakury)[38]
- 2020: "All About My People" (con La Dame Blanche & El Individuo)[35]
- 2020: "Electrified" (con Un Rojo)[34]
- 2020: "Desde Adentro" (con Nakury)[51]
- 2019: "100% Barztep"[33]
- 2019: "Rize Again" (con Gary Nesta Pine)[32]
- 2018: "Paradise" (con Debi Nova)[52]
- 2017: "Brío"[53]
- 2016: "Albor"[54]

### Como Bartouze
- 2015: "Jukebox" (con DJ Dan)[55]
- 2014: "Beat Goes On" (con Richard Grey) [56]
- 2013: "One Last Time" (con Crazibiza) [57]

### Como BETABOM
- 2014: "Donde Vamos" (con Cocofunka) [58]
- 2013: "One Finger" (con Huba Watson) [59]

### Como BOOTIK
- 2012: "Ain't Gonna Fail" (Yellow Productions)[60]
- 2012: "In My Head" (Dim Mak)[61]
- 2012: "Dance With Me" (Ministry of Sound)[62]

### Como Bartosz Brenes
- 2013: "Don't Be Playin'" (Tiger Records)[63]
- 2012: "Open Your Eyes" (Be Yourself Music)[64]
- 2010: "Red Alert 2010" (Spinnin' Records) [65]
- 2010: "Heaven" (Scream & Shout) [66]
- 2009: "Hear My Call" (Armada Music) [67]

### Remixes
- 2023: Cosmic Wacho - "Ninfa de la Villa" (Maracuyeah)[68]
- 2023: Lagartijeando & Eva de Marce - "Tierra Natal" (Wonderwheel)[69]
- 2023: Hit La Rosa - "Ánimas" (CABS)[70]
- 2019: Richard Grey - "Gravity" (Love Sound)[71]
- 2018: Nakury - "Necesario" (Lácteo Cósmico)[72]
- 2017: Debi Nova - "Gran Ciudad" (Sony Music Latin)[73]
- 2013: Janelle Monáe feat. Erykah Badu - "Q.U.E.E.N." (Bad Boy/Atlantic)[74]
- 2012: A-Trak & Dillon Francis - "Money Makin'" (Fool's Gold)[75]
- 2012: Chuckie & Promise Land feat. Amanda Wilson - "Breaking Up" (Cr2/Atlantic)[76]
- 2012: Jean Beauvoir - "Feel The Heat" (17:44 Records)[77]
- 2011: Boy George - "Turn 2 Dust" (Decode)[78]
- 2010: Carl Kennedy & Tommy Trash feat. Rosie Henshaw - "Blackwater" (Subliminal)[79]

## Premios y nominaciones
| Año  | Trabajo nominado          | Premio        | Categoría             | Resultado |
| ---- | ------------------------- | ------------- | --------------------- | --------- |
| 2017 | Debi Nova - "Gran Ciudad" | Grammy Latino | Mejor Álbum Cantautor | Nominado  |
| 2018 | Barzo - "Albor"           | Premios ACAM  | Música Electrónica    | Nominado  |
| 2021 | Nakury & Barzo - "O"      | Premios ACAM  | Canción del Año       | Nominado  |
| 2021 | Nakury & Barzo - "O"      | Premios ACAM  | Rap / Hip Hop         | Nominado  |